# Amtsgericht Zittau

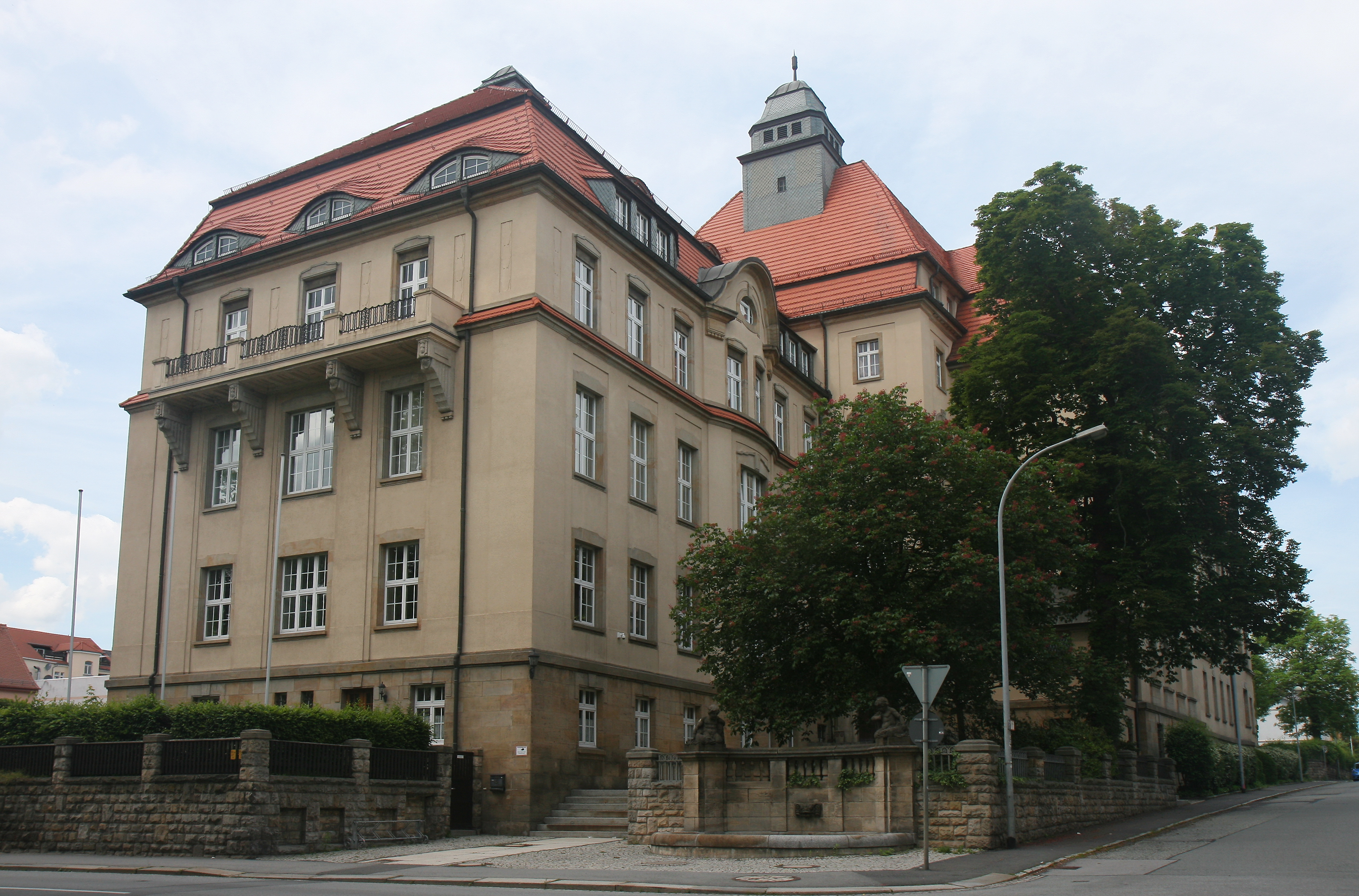
Gerichtsgebäude (2019)

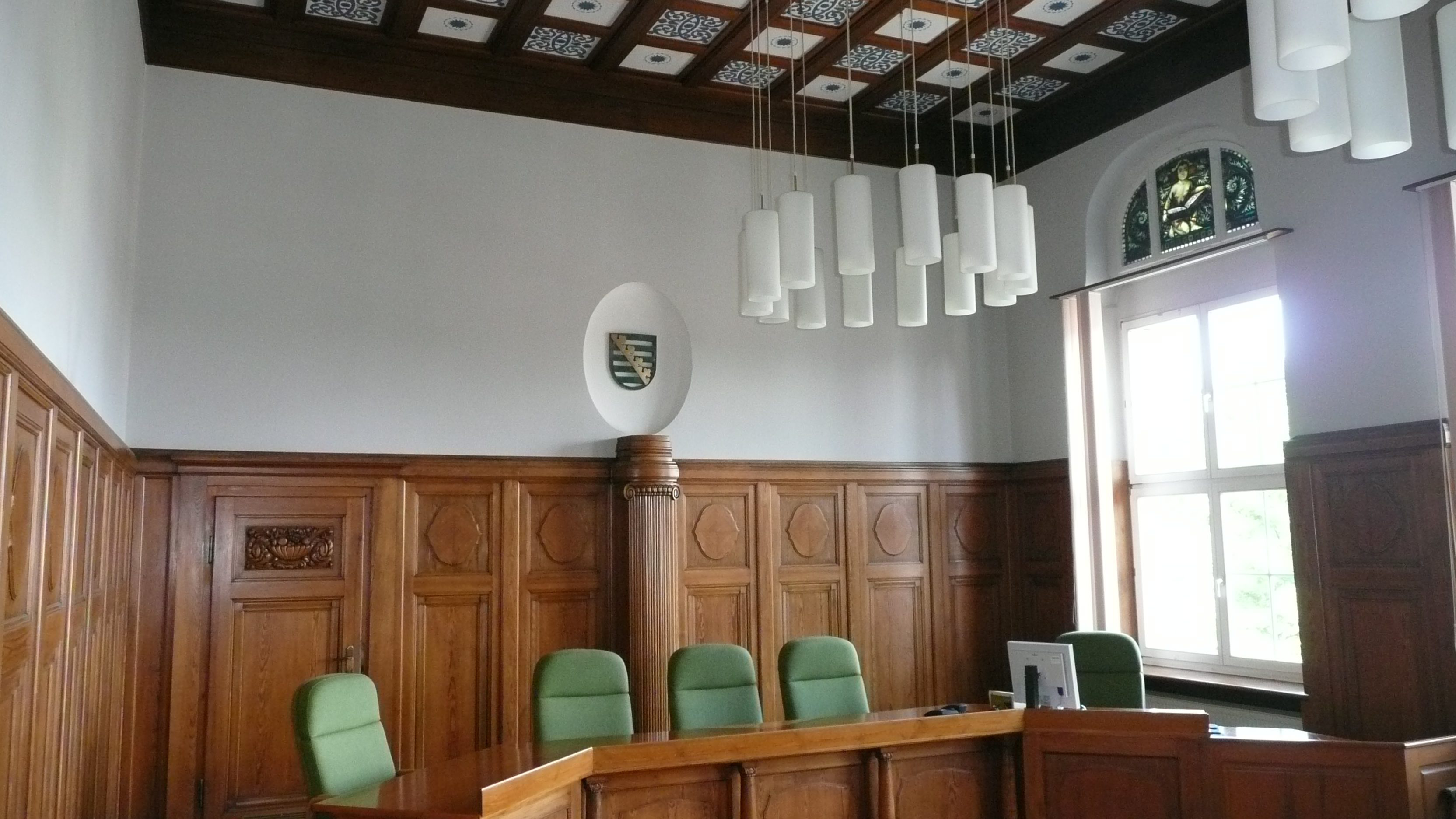
Großer Sitzungssaal im Amtsgericht Zittau (2010)

Das Amtsgericht Zittau ist ein Gericht der ordentlichen Gerichtsbarkeit und eines von insgesamt 25 Amtsgerichten im Freistaat Sachsen.

## Gerichtssitz und -bezirk
Der Gerichtsbezirk des Amtsgerichtes Zittau umfasst die Gemeinden Bertsdorf-Hörnitz, Dittelsdorf, Großschönau, Hainewalde, Jonsdorf, Leutersdorf, Mittelherwigsdorf, Oderwitz, Olbersdorf, Ostritz, Oybin, Seifhennersdorf, Waltersdorf und Zittau (§ 1 Abs. 4, Anlage Nr. 24 Sächsisches Justizgesetz). Das Gericht hat seinen Sitz in 02763 Zittau, Lessingstraße 1.

## Übergeordnete Gerichte
Dem Amtsgericht Zittau ist das Landgericht Görlitz unmittelbar übergeordnet. Zuständiges Oberlandesgericht ist das Oberlandesgericht Dresden.

## Geschichte
In Zittau bestand bis 1879 das Gerichtsamt Zittau als Eingangsgericht. Im Rahmen der Reichsjustizgesetze wurden 1879 im Königreich Sachsen die Gerichtsämter aufgehoben und Amtsgerichte, darunter das Amtsgericht Zittau, geschaffen. Der Gerichtssprengel umfasste Zittau, Althörnitz mit dem Fuchs, Bertsdorf mit Colonie Hänischmühe, Dittelsdorf mit Schlegeler Feldhäusern, Viehbig, Vierhäusern und Wittgensdorfer Feldhäusern, Drausendorf, Eckartsberg mit Lehdegärten und oberem Hasenberg, Eichgraben, Großporitsch, Hain, Harthau, Hirschfelde mit Lehdenhäusern und Viehbig, Johnsdorf (Alt- und Neu-), Kleinschönau mit Kleinporitzsch und Luptin, Lückendorf, Mittelherwigsdorf mit Scheibe, Gampenstein und Landbergshäusern, Mitteloderwitz mit Kreischerhof, Dreihäusern und Viehwegshäusern, Neuhörnitz, Niederoderwitz, Oberherwigsdorf bei Zittau, Oberseifersdorf mit Feldgärten auf der Romerei, Oberullersdorf, Olbersdorf (Nieder- und Ober-) mit niederem Viehbig nach Osten und nach Westen und mit oberem Viehbig nach Osten und Westen, Oybin, Pethau, Radgendorf, Rohnau mit Feldgütern, Grund und Hältern, Rosenthal, Scharre und Wittgendorf mit Romerei. Das Amtsgericht Zittau war eines von 18 Amtsgerichten im Bezirk des Landgerichtes Bautzen. Der Amtsgerichtsbezirk umfasste danach 47.736 Einwohner. Das Gericht hatte damals fünf Richterstellen und war das größte Amtsgericht im Landgerichtsbezirk. Am Amtsgericht war eine Kammer für Strafsachen und eine Kammer für Handelssachen eingerichtet. Das Amtsgericht Reichenau wurde zwar ebenfalls mit dem Gesetz von 1879 gebildet, wurde aber zum 30. Juni 1883 aufgehoben und sein Sprengel dem Amtsgericht Zittau zugeschlagen. Es wurde jedoch zum 1. Juli 1898 erneut gebildet. Mit der Neueinrichtung des Amtsgerichtes Reichenau 1898 verblieben Friedersdorf, Sommerau und Zittel beim Amtsgericht Zittau.
Der östliche Teil des Amtsgerichtsbezirkes wurde 1945 durch die Siegermächte von Deutschland abgetrennt und unter polnische Verwaltung gestellt. Mit der Verordnung zur Änderung von Gerichtsbezirken im Lande Sachsen vom 5. Mai 1951 wurden die Gerichtsbezirke in der DDR an die Landkreise angepasst. Der Sprengel des Amtsgerichts Zittau war damit der Kreis Zittau. Mit dem Gerichtsverfassungsgesetz vom 2. Oktober 1952 wurde das Amtsgericht Zittau aufgehoben und das Kreisgericht Zittau an seiner Stelle eingerichtet. Gerichtssprengel war weiter der Kreis Zittau. Mit dem Sächsischen Gerichtsorganisationsgesetz entstand das Amtsgericht Zittau 1992 neu, nun aber als Teil des Sprengels des Landgerichtes Görlitz.

## Gerichtsgebäude

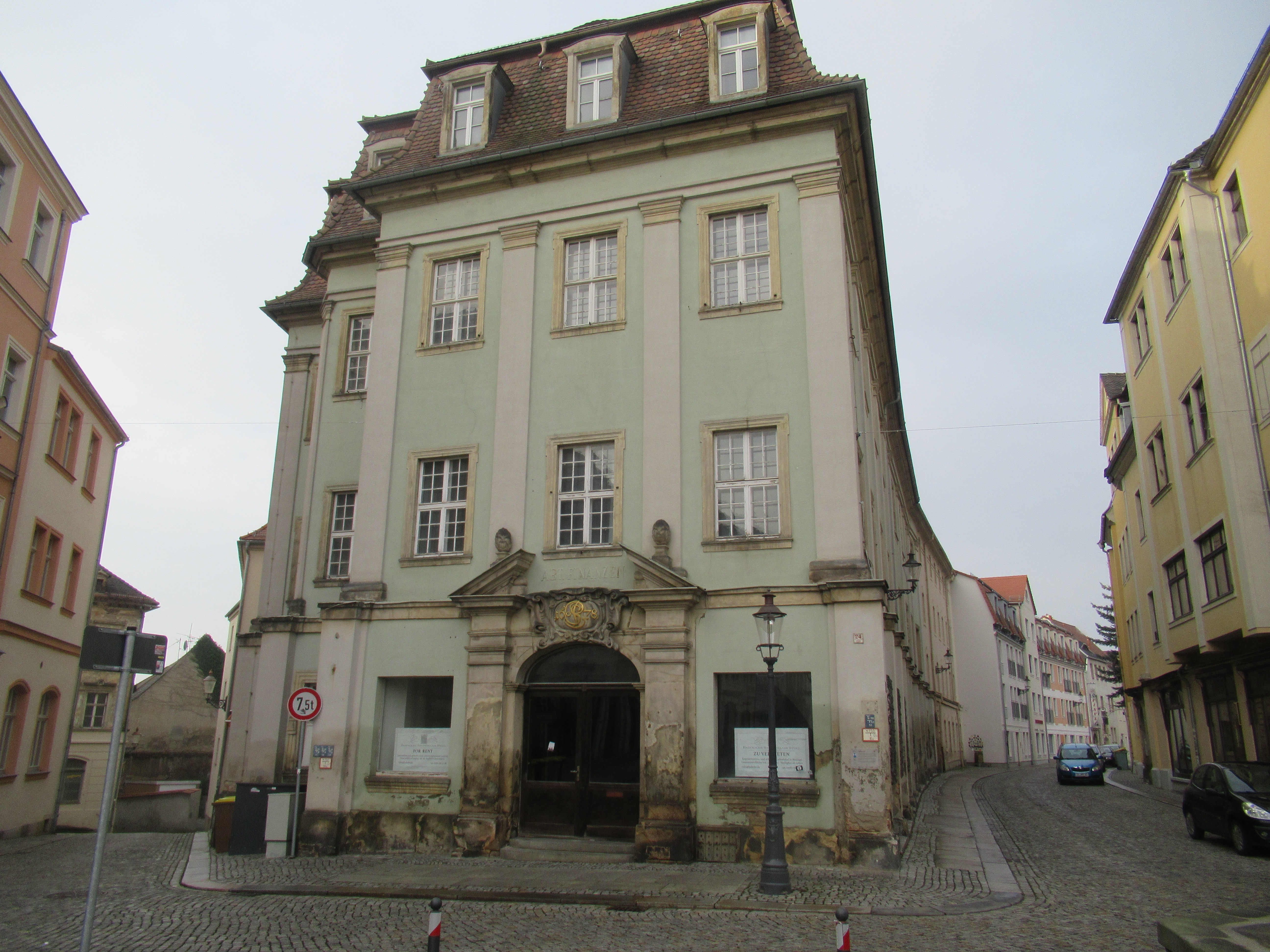
Altes Amtsgericht (2018)

Das Amtsgericht nutzte zunächst das 1678 erbaute Gebäude des ehemaligen Gerichtsamtes (Markt 24). Der repräsentative Barockbau mit Lisenengliederung und schönem Portal mit gesprengtem Giebel, erbaut als Wohnhaus des Bürgermeisters Johann Philipp Stoll, wurde später zum Amtsgericht umgebaut (Trakt in der Brunnenstraße ehem. Gefängnis). Es ist baugeschichtlich, ortsgeschichtlich, künstlerisch und städtebaulich von Bedeutung und steht daher unter Denkmalschutz. In den Jahren von 1911 bis 1914 wurde das heutige Amtsgerichtsgebäude (Lessingstraße 1) erbaut. Es zeigt die für die Zeit typischen neobarocken Formen und liegt in ortsbildprägender Lage am Ring (Theaterring). Es ist baugeschichtlich, ortsgeschichtlich, künstlerisch und städtebaulich von Bedeutung und steht daher ebenfalls unter Denkmalschutz.

## Leitende Richter
- 1879 bis 1887 Karl Hermann Ferdinand Lachmann (bis 1879 Gerichtsamtmann beim Gerichtsamt Zittau)
- 1888 bis 1894 Moritz Robert Schröder
- 1895 bis 1899 Hermann August Heinzmann
- 1900 bis 1914 Karl Friedrich Beck
- 1918 bis 1921 Hermann Rößler
- 1924 bis 1933 Josef Edgar Johannes Schüller
- 1933 bis 1935 Möller
- 1936 bis 1938 Herbert Denecke
- 1941 Herr Reuschele